# Anthomuda cracens
Anthomuda cracens is een pissebed uit de familie Antheluridae. De wetenschappelijke naam van de soort is voor het eerst geldig gepubliceerd in 1980 door Kensley.